# Избирателен район
Избирателният район, също избирателен окръг и подобни, е географска област, чиито жители избират представител или представители от тяхно име в национална политическа институция.
Броят на представителите, избрани във всеки избирателен район, варира според избирателната система. В много системи всяка област има по един представител (например при изборите за британски парламент или канадския парламент). Понякога всяка област изпраща по двама представители (както на изборите в Бундестаг), а в някои случаи различните области се представят от различен брой представители, според броя на избирателите. Така например избирателните райони за камарата на представителите на ирландския парламент изпращат между трима представители и пет представители, а шестте избирателни района на Исландия изпращат по девет до тринадесет представители в Алтинга (парламент).
Избирателният район може да се използва и като административна единица.
Изборът на избирателни райони обикновено се извършва от независим орган, отговорен за организирането на изборите. За да се запази принципът на равенство, желателно е съотношението между избирателите и представителите да бъде еднакво във всяка област, така че демографските промени изискват преначертаване на избирателните райони от време на време. Понякога границите се променят пристрастно, възползвайки се от факта, че степента на подкрепа за различните партии варира в различните региони. В страни, където няма ясен и съгласуван механизъм за промяна на границите на областите, понякога се създават изкривявания, които подкопават представителството, а демографските промени водят до значителни различия в съотношението между избраните и жителите на областта.
Обикновено някои групи имат ясна подкрепа за дадена партия. Например в Обединеното кралство избирателните райони, където мнозинството от гласоподавателите са избиратели от работническата класа, гласуват редовно за Лейбъристката партия. Партиите концентрират по-голямата част от усилията си върху области, които не са ясно ориентирани към определена партия.
В миналото избирателните райони на много страни се припокривали с границите на феодалните владения, създавайки големи изкривявания в представителството. В Обединеното кралство през 18 век е имало исторически квартали (известни като „гнили райони“ и „джобни квартали“), в които живеели само стотици хора, понякога само десетки, а от друга страна големи градове с десетки хиляди жители са били представени от един-единствен представител.